# تاتيانا مامونوفا
تاتيانا مامونوفا (من مواليد 10 ديسمبر 1943)،  مؤسسة للحركة النسوية الروسية الحديثة، وقائدة نسائية ديمقراطية مشهورة عالميًا، ومؤلفة، وشاعرة، وصحفية، ومصورة فيديو، وفنانة، ومحررة ومحاضرة عامة.

## نشأتها
ولدت مامونوفا في الاتحاد السوفيتي، ونشأت في لينينغراد بعد الحرب العالمية الثانية. 

## المهنة
كانت مامونوفا أول منشقة نسوية تنفى من الاتحاد السوفيتي في عام 1980 لإعادة إشعالها للحركة النسائية الروسية؛ بإطلاقها منظمتها، سميت في ذلك الحين «المرأة وروسيا»، وهي أول منظمة غير حكومية تعزز حقوق الإنسان المتعلقة بالمرأة من الاتحاد السوفيتي وتربط بين أصوات النساء الناطقات بالروسية واحتياجاتهن مع المجتمع الدولي؛ وبتحريرها ونشرها لساميزدات «تقويم المرأة وروسيا»، التي تسمى الآن «تقويم المرأة والأرض»، وهي مجلة فنية وأدبية تحتوي على المجموعة الأولى من الكتابات النسوية السوفيتية، التي نشرت الآن بـ11 لغة وفي أكثر من 22 دولة. قبل نفيها من مسقط رأسها سانت بطرسبرغ، روسيا، كانت أول امرأة منظمة وعارضة في حركة الفنانين غير الممتثلين في روسيا وصحافية أدبية وتلفزيونية مع أورورا للنشر (تعمل جنبًا إلى جنب مع جوزيف برودسكي) وتلفزيون لينينغراد.
في عام 1987، أصبحت مامونوفا زميلة في معهد المرأة لحرية الصحافة. وهو منظمة أمريكية غير ربحية للنشر. تعمل على زيادة التواصل بين النساء وربط الجمهور بأشكال الإعلام المرتكز على المرأة.
ساهمت في مقالة «حان الوقت لأن نبدأ مع أنفسنا» في مقتطفات عام 1984 «الأخوية النسائية عالمية: مقتطفات من الحركة النسائية الدولية»، بقلم روبن مورغان.
خلال جولتها المتعلقة بمجلة «مس»، دعيت مامونوفا من قبل مؤسسة فورد في مدينة نيويورك لعقد اجتماع ومناقشة مائدة مستديرة مع كبار المديرين التنفيذيين من المؤسسة بعد فترة وجيزة من نفيها، وتلقت أسمى الثناء من المديرين التنفيذيين لمؤسسة فورد على ذكائها، وقيادتها وشجاعتها. [بحاجة لمصدر]
منذ نفيها، وإضافة إلى الاستمرار في تحرير ونشر تقويمها «تقويم المرأة والأرض» ومنشورين آخرين للمرأة والأرض: ساكسيس ديستايم (منذ 2001) و«ألبوم صور: حول العالم» (منذ 2004)، وقيادة منظمتها وتوسيعها، التي تسمى الآن شبكة المرأة والبيئة العالمية، كتبت أربعة كتب في الولايات المتحدة، بالإضافة إلى مئات المقالات وقصص الرحلات للدوريات والمجلات والصحف، بما في ذلك صحيفة نيويورك تايمز، كما ألقت محاضرات في مئات الجامعات والمنظمات العامة في الولايات المتحدة وجميع أنحاء العالم بما في ذلك المشاركة في جولة محاضرة وطنية مع مجلة «مس»، وجولات في أفريقيا، وأستراليا، واليابان، والولايات المتحدة، والهند، وأمريكا الجنوبية، وجمهورية الدومينيكان، والدول الاسكندنافية، وفرنسا، وألمانيا وهولندا وإيطاليا واليونان بدعم من منظمة العفو الدولية والتحالف الفرنسي والبرلمانات ومنظمات العمل والمنظمات غير الحكومية. عرضت أعمالها الفنية في أكثر من 20 دولة وباعت فنها الحائز على جائزة متبرعةً بالعائدات عدة مرات لصالح أنشطة منظمتها غير الحكومية وحملات حقوق الإنسان في جميع أنحاء العالم. وهي أيضًا منتجة تنفيذية لسلسلة تلفزيونية تعليمية أسبوعية في مانهاتن.
وهي زميلة سابقة في مرحلة ما بعد الدكتوراه في معهد بونتينغ بجامعة هارفارد، وعضو في نادي القلم الدولي، وممثل روسيا لمعهد «الأخوية النسائية عالمية»، وكانت موضوعًا للأفلام الوثائقية والكتب وجميع أشكال التغطية الإعلامية من كل وسيلة رائدة، بما في ذلك أخبار سي بي إس المسائية مع مورتون دين وصحيفة هيرالد تريبيون الدولية ونيويورك تايمز وبي بي سي.
شهد عام 2009 اليوبيل الثلاثين لمنظمتها غير الحكومية والساميزدات. تم إطلاق الاحتفالات في ديسمبر 2008 في فندق كورينثيا نيفسكيج بالاس، سانت بطرسبرغ إذ كُرمت رسميًا كامرأة العام، وفي 7 مارس 2009 في معرض شبكة الفن المعاصر في وسط مدينة مانهاتن، نيويورك الذي تضمن أيضًا معرضًا للوحاتها. استمرت حملة الجولة في أماكن مختلفة من العالم على مدار العام.

## الجوائز والتكريمات
1. امرأة العام 1980 من قبل مجلة فام، باريس.
2. ضابط زميل ما بعد الدكتوراه، معهد بونتينغ، جامعة هارفارد 1984-1985.
3. جائزة دياموند هومر للشعر 1998، جمعية الشعر في هوليوود كاليفورنيا.
4. جائزة المئة بطلة عام 1998 من قبل لجنة المرأة في سينيكا فولز، نيويورك.
5. جائزة حقوق الإنسان، شبكة السلام الأفريقية، غانا 1999.
6. الإدراج في مشروع النساء، كندا 2000.
7. الإدراج في دليل اللاجئين البارزين مفوضية الأمم المتحدة لشؤون اللاجئين 2001.
8. جائزة مجتمع الإعلام من إم إن إن، مدينة نيويورك 2001.
9. جائزة ليفينغ ليغاسي 2002 من المركز النسائي الدولي في سان دييغو، كاليفورنيا.
10. إدراج في صورة حائزة على جائزة اللاجئين البارزين للفنان البرازيلي في معرض كينيا 2005.
11. جائزة هارت أوف دانكو 2006 لبراعتها الفنية والثقافية.

امرأة العام 2008 من قبل جمعية فيشنفسكايا لسانت بطرسبرغ، روسيا.
اختيرت قضيتها المتعلقة بحقوق الإنسان والتي لا تزال دون حل للاستماع إليها من بين العشرة المتأهلين للنهائيات في المسابقة الدولية السابعة عشر لحقوق الإنسان في كاين، فرنسا في يناير 2006. [بحاجة لمصدر]

## الكتب
- تقويم المرأة وروسيا، (باللغة الفرنسية) المجلدات 1-3، من تأليف تاتيانا مامونوفا. باريس: طبعة المرأة، 1980-1981.
- مختارات من المرأة وروسيا من المجلدات 1-3، (باللغة اليابانية)، الذي حررته مامونوفا. طوكيو: شين إشي ماساجاكي ومييكو كاتوكا، 1982.
- تقويم النسوية في روسيا، (باللغة اليونانية)، الذي حررته مامونوفا. أثينا: صور، 1982.
- تقويم المرأة وروسيا (1979-1991)، ويسمى الآن تقويم المرأة والأرض (1991- حتى الآن)، الذي حررته مامونوفا، نيويورك: صحافة المرأة والأرض.
- النساء وروسيا، كتابات نسوية من الاتحاد السوفيتي، حررتها مامونوفا، بوسطن: بيكون برس، 1984.
- دراسات المرأة الروسية: مقالات عن التحيز الجنسي في الثقافة السوفيتية، بقلم مامونوفا نيويورك: مطبعة بيرغامون ومطبعة كلية المعلمين، 1989، 1990، 1991.
- ألبوم صور: حول العالم، بقلم مامونوفا. نيويورك: مطبعة المرأة والأرض، منذ 2004.

## المعارض
- اتحاد الجمهوريات السوفيتية الاشتراكية لينينغراد كوستارني. خريف. 1971
- الاتحاد السوفيتي لينينغراد نيفسكي المركز الثقافي خريف. 1975
- فرنسا، باريس فولتير 76 ديسمبر. 1980
- الولايات المتحدة الأمريكية مدينة نيويورك معهد الفنون النسوية شتاء. 1980
- فرنسا ستراسبورغ مقهى لا لون نوا ربيع. 1982
- سويسرا بازل معرض فرونزمر ربيع. 1982
- كندا أوتاوا معرض فنون دن ربيع. 1982
- الولايات المتحدة الأمريكية لوس أنجلوس معرض تواقيع شيمكو خريف. 1982
- الهند بنغالور مدرسة الفنون يناير. 1983
- الهند بومباي معرض متجول يناير. 1983
- اليابان طوكيو معرض جينزا فبراير. 1983
- الولايات المتحدة الأمريكية هارتفورد، معهد بحوث المرأة ديسمبر. 1986